# Västerfärnebo
Västerfärnebo est une localité de la commune de Sala dans le comté de Västmanland, en Suède.